# Біхар
Біха́р, або Бігар (гінді बिहार, англ. Bihar) — штат на північному сході Індії. Адміністративний центр — Патна.

## Географія
Займає низовину в середній течії річки Гангу і нагір'я Чхота-Нагпур (до 800 м).
Клімат тропічний: пересічна температура січня + 15°, травня (найтепліший місяць) +31°, опадів — до 2000 мм на рік. На нагір'ї — тропічні ліси.

## Населення
Більшість — народності, що належать до групи біхарців.
- 1951 — 38 900 000
- 2001 — 82 878 796

## Економіка
В економіці північних районів Біхару переважає сільське господарство, південних — важка промисловість. Загальна посівна площа — 7,8 млн га, з них 1/4 зрошується штучно.
Вирощуються: рис (понад 1/2 посівної площі), кукурудза, пшениця, льон, кунжут.
Біхар багатий на мінеральні ресурси. Видобування вугілля (близько 1/2 видобутку Індії), слюди (район Чхота-Нагпур — найбільші у світі запаси), є поклади залізної руди, бокситів, марганцю. Чорна (Джамшедпур) і кольорова (Гхатсіла) металургія, хімічна (Сіндрі), цементна, машинобудівна, харчова промисловість.
Біхар — найважливіший у світі район виробництва природного лаку й шелаку.

## Освіта
Університет (Патна), коледжі та інші навчальні заклади.

## Геологія
Штат розташований в сейсмічно активній зоні, тому тут трапляються часті землетруси. Особливо потужним був Біхарський землетрус 1988 року силою 6,5 бала, в результаті якого в Північній Індії і прилеглих районах Непалу загинуло до 1,5 тисячі осіб.